# Rad-Weltcup 1989
Der Rad-Weltcup 1989 bestand aus 11 Eintagesrennen. Erster Weltcupsieger wurde der Ire Sean Kelly. In der Mannschaftswertung siegte das Team PDM-Concorde.

## Rennen
| Datum         | Radrennen                   | Sieger              |
| ------------- | --------------------------- | ------------------- |
| 18. März      | Mailand-San Remo            | Laurent Fignon      |
| 2. April      | Flandern-Rundfahrt          | Edwig van Hooydonck |
| 9. April      | Paris–Roubaix               | Jean-Marie Wampers  |
| 16. April     | Lüttich–Bastogne–Lüttich    | Sean Kelly          |
| 22. April     | Amstel Gold Race            | Eric Van Lancker    |
| 39. Juli      | Wincanton Classic           | Frans Maassen       |
| 6. August     | Grand Prix des Amériques    | Jörg Müller         |
| 12. August    | Clásica San Sebastián       | Gerhard Zadrobilek  |
| 20. August    | Meisterschaft von Zürich    | Steve Bauer         |
| 17. September | Grand Prix de la Libération | TVM                 |
| 7. Oktober    | Paris–Tours                 | Jelle Nijdam        |
| 14. Oktober   | Lombardei-Rundfahrt         | Tony Rominger       |

## Endstand
| Platz | Fahrer        | Punkte |
| ----- | ------------- | ------ |
| 1.    | Sean Kelly    | 44     |
| 2.    | Tony Rominger | 32     |
| 3.    | Rolf Sørensen | 27     |
| 4.    | Frans Maassen | 23     |
| 5.    | Steve Bauer   | 23     |